# 植田守昭
植田 守昭（うえだ もりあき）は、日本の通産官僚。通商産業省基礎産業局長を経て、日本鉄鋼連盟副会長や、日本アルコール販売代表取締役社長を務めた。

## 人物・経歴
東京都出身。東京都立第二中学校（現東京都立立川高等学校）、海軍兵学校第76期を経て、1951年に東京商科大学（現一橋大学）卒業後、大学の杉本栄一研究室に残り指導を受けて学者を目指したが、杉本が急逝したため、1954年通商産業省入省。
通商産業省企業局企業第一課長補佐を経て、1968年通商産業省企業局商務第二課長。1969年通商産業大臣官房審議官。1971年中小企業庁計画部下請企業課長。1972年通商産業省企業局工業用水課長。
1973年佐賀県経済部長。1976年通商産業省産業政策局産業資金課長。1977年通商産業省立地公害局総務課長。1978年通商産業省産業政策局総務課長。1979年中小企業庁小規模企業部長。
1980年通商産業大臣官房審議官。1982年通商産業省基礎産業局長。1983年三和銀行顧問。1986年日本鉄鋼連盟副会長（専務理事）。
1991年水資源開発審議会委員、商品取引所審議会委員。1996年日本アルコール販売代表取締役社長や、日本化成品代表取締役社長、信和アルコール産業代表取締役社長に就任。2000年勲三等瑞宝章受章。